# 의흥향교대성전
의흥향교대성전(義興鄕校大成殿)은 대한민국 대구광역시 군위군 의흥면에 있는 건축물이다. 1985년 10월 15일 경상북도의 유형문화재 제198호로 지정되었다.

## 개요
향교는 훌륭한 유학자를 제사하고 지방민의 유학교육과 교화를 위하여 나라에서 지은 교육기관이다.
의흥향교는 조선 태조 7년(1398)에 의흥면 수북동에 지어진 후 임진왜란 때 불에 타버려 선조 34년(1601) 다시 지었고, 인조 19년(1641)에 지금의 위치로 옮겼다.
사당인 대성전은 앞면 3칸·옆면 3칸으로 지붕 옆모습이 사람 인(人)자 모양인 맞배지붕으로 되어있다. 지붕을 받치기 위해 장식하여 만든 공포는 기둥 위에만 있는 주심포 양식의 건물이다. 내부에 있는 위패는 임진왜란 때 지역 유림 손기남이 홀로 선암산 바위굴에 피난시켜 8년간 모시다가 1601년 다시 현 위치로 옮겨 오늘에 이르고 있다.

## 참고 자료
- 의흥향교대성전 - 국가유산청 국가유산포털